# Mariakyrkan (Maria Saal)

Mariakyrkan i den österrikiska orten Maria Saal är en sengotisk vallfartskyrka.

## Historik
Den första kyrkan byggdes på 700-talet av biskop Modestus som hade kommit till Kärnten för att omvända befolkningen till kristendomen. Maria Saal blev religiöst centrum och biskopssäte fram till 900-talet. 
På 1400-talet byggdes kyrkan om till treskeppig gotisk kyrka med två mäktiga torn samt omgavs med en försvarsanläggning. 1669 brann kyrkan ner, men återuppbyggdes. 
I kyrkans sydliga yttervägg murades talrika gravstenar och reliefstenar från romartiden in. Reliefstenarna härstammar från den närbelägna romerska ruinstaden Virunum, bland annat en relief av en romersk resvagn med en pisksvingande kusk och en relief med pantrar och vinrankor. Gravstenarna är från 1400-1700-talen i olika stilar.
Kyrkans inventarier är från gotisk och barock tid. Tak- och väggmålerierna är från 1400-talet med undantag för en freskomålning ovanför porten till sakristian som skapades av Herbert Boeckl 1923.
Utanför kyrkan finns ett gotiskt benhus med en ljuspelare där ett ”evigt brinnande ljus” skulle skydda de döda mot onda andar. Ett försvarstorn som är del av den försvarsanläggning som omger kyrkan är tillbyggt till benhuset.

## Galleri

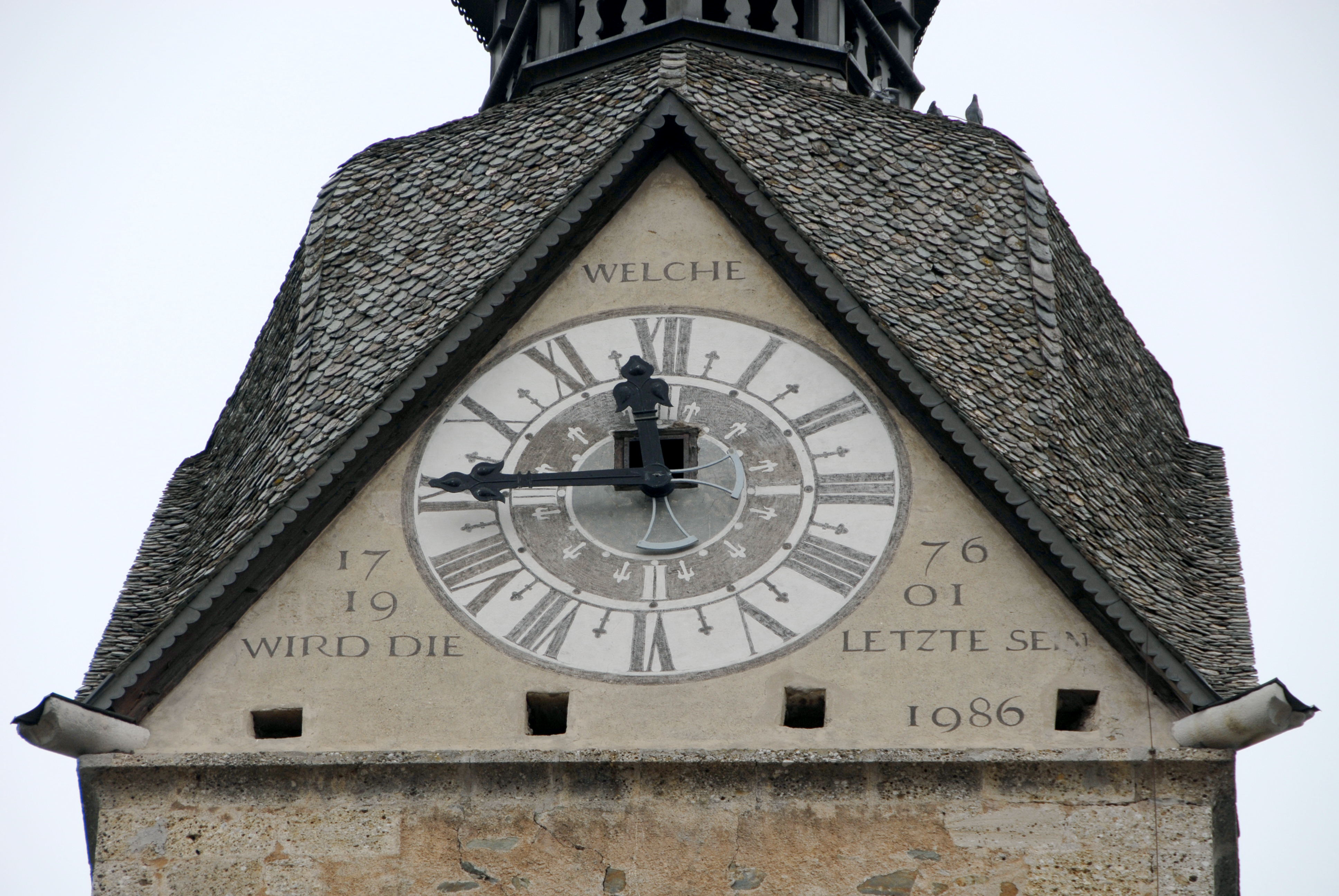
Klockan
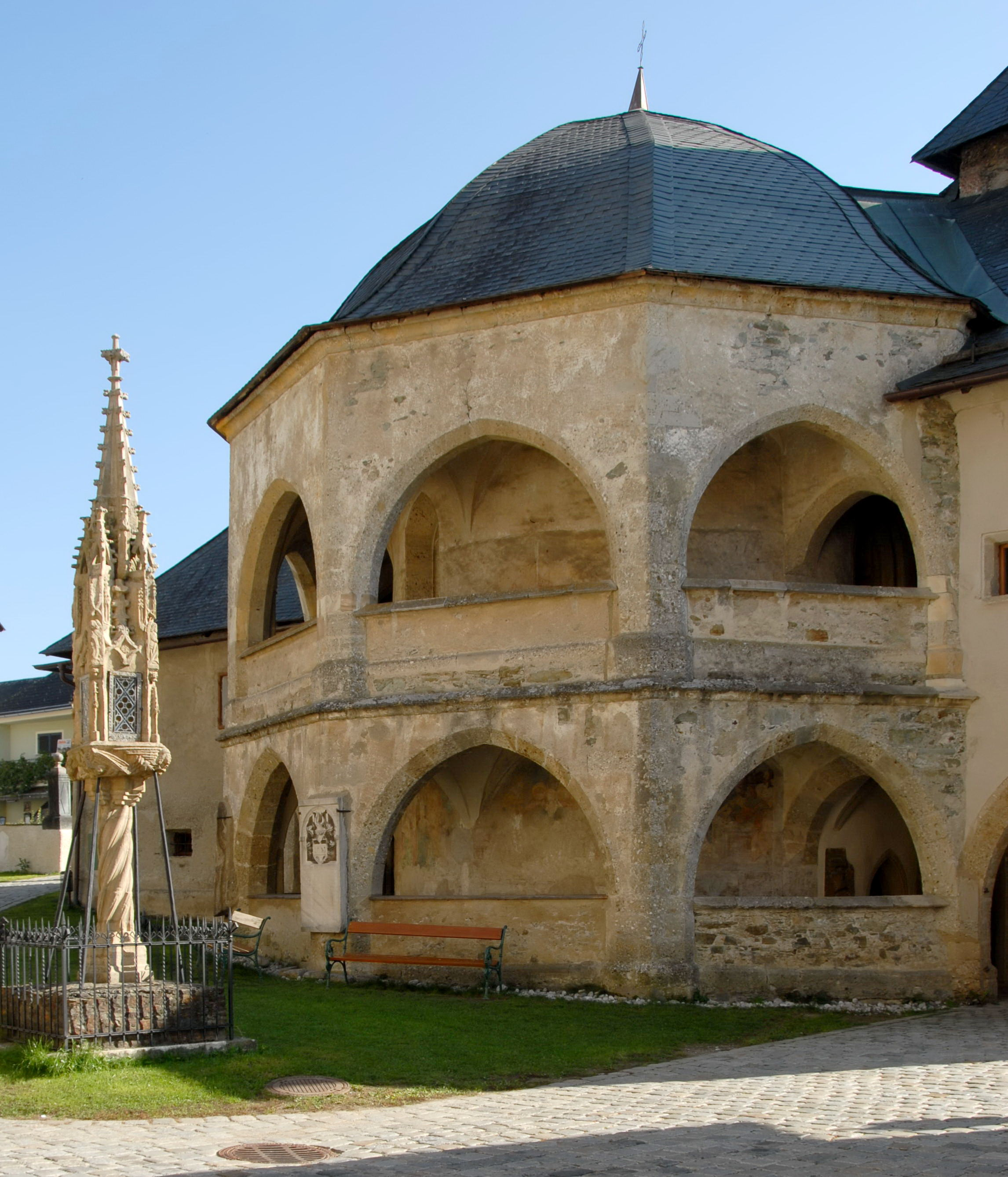
Benhuset med gotisk ljuspelare
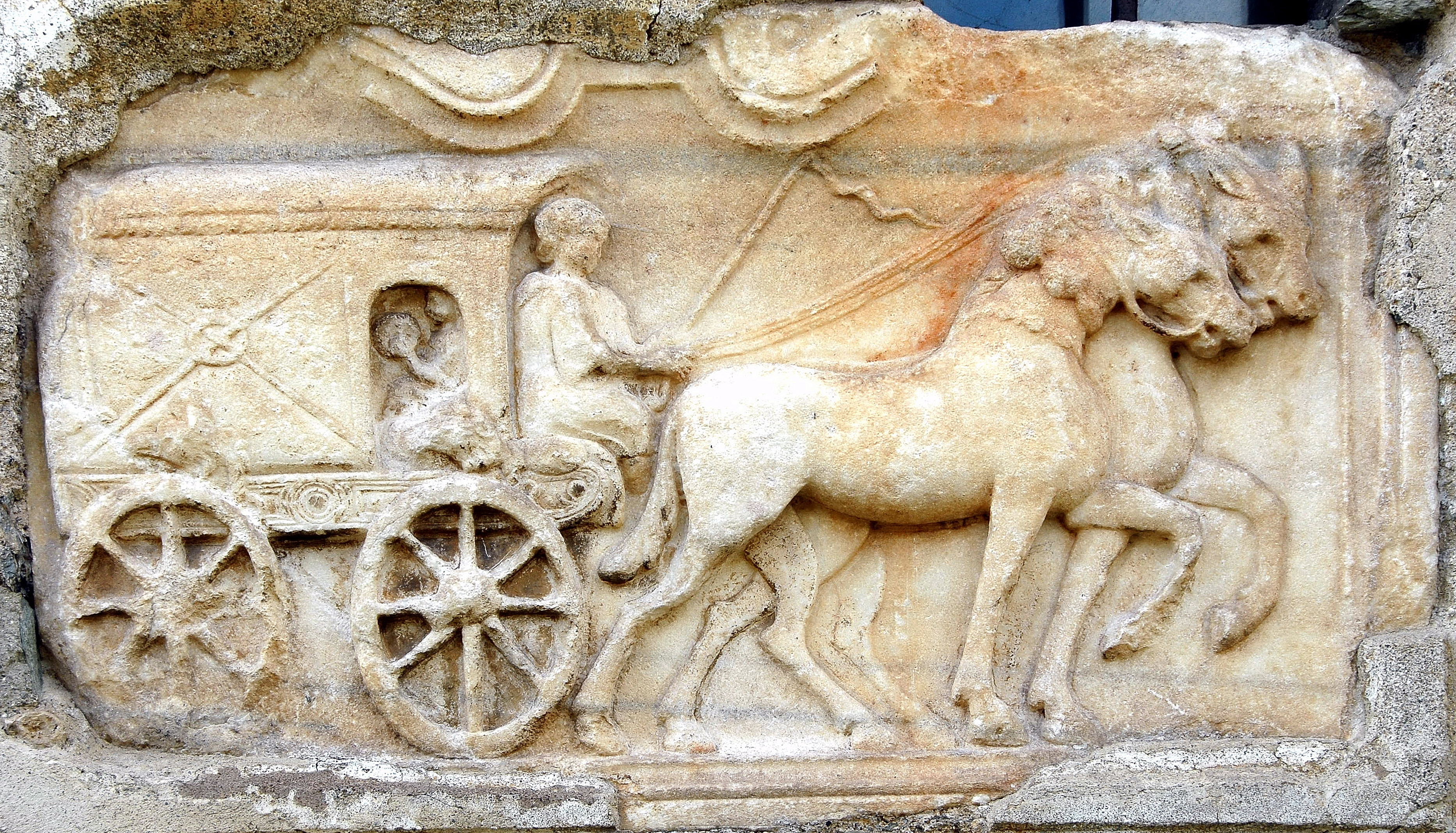
Romersk stenrelief inmurad i kyrkans yttervägg
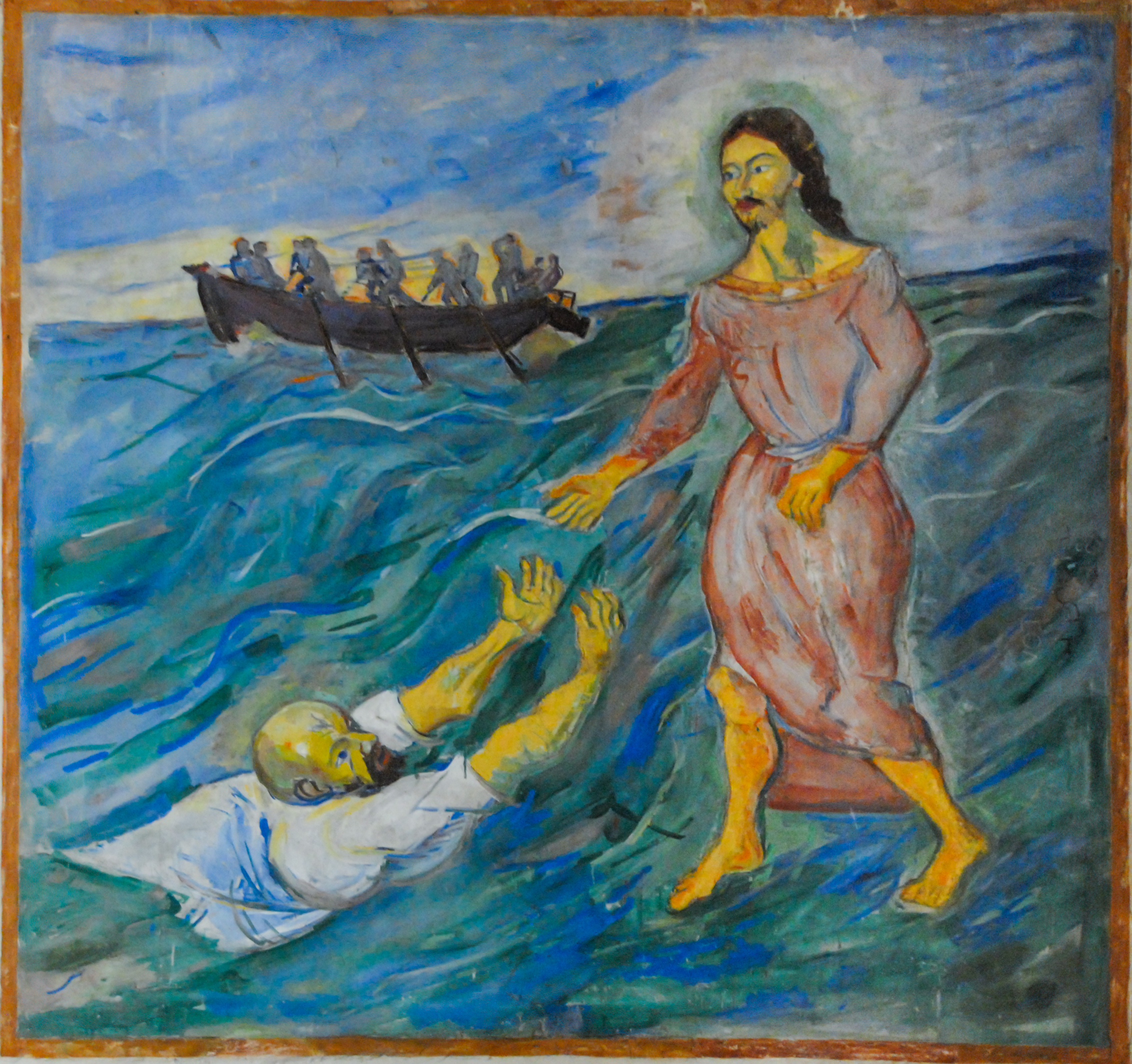
Fresko av Herbert Boeckl